# Masivul Șistos Renan

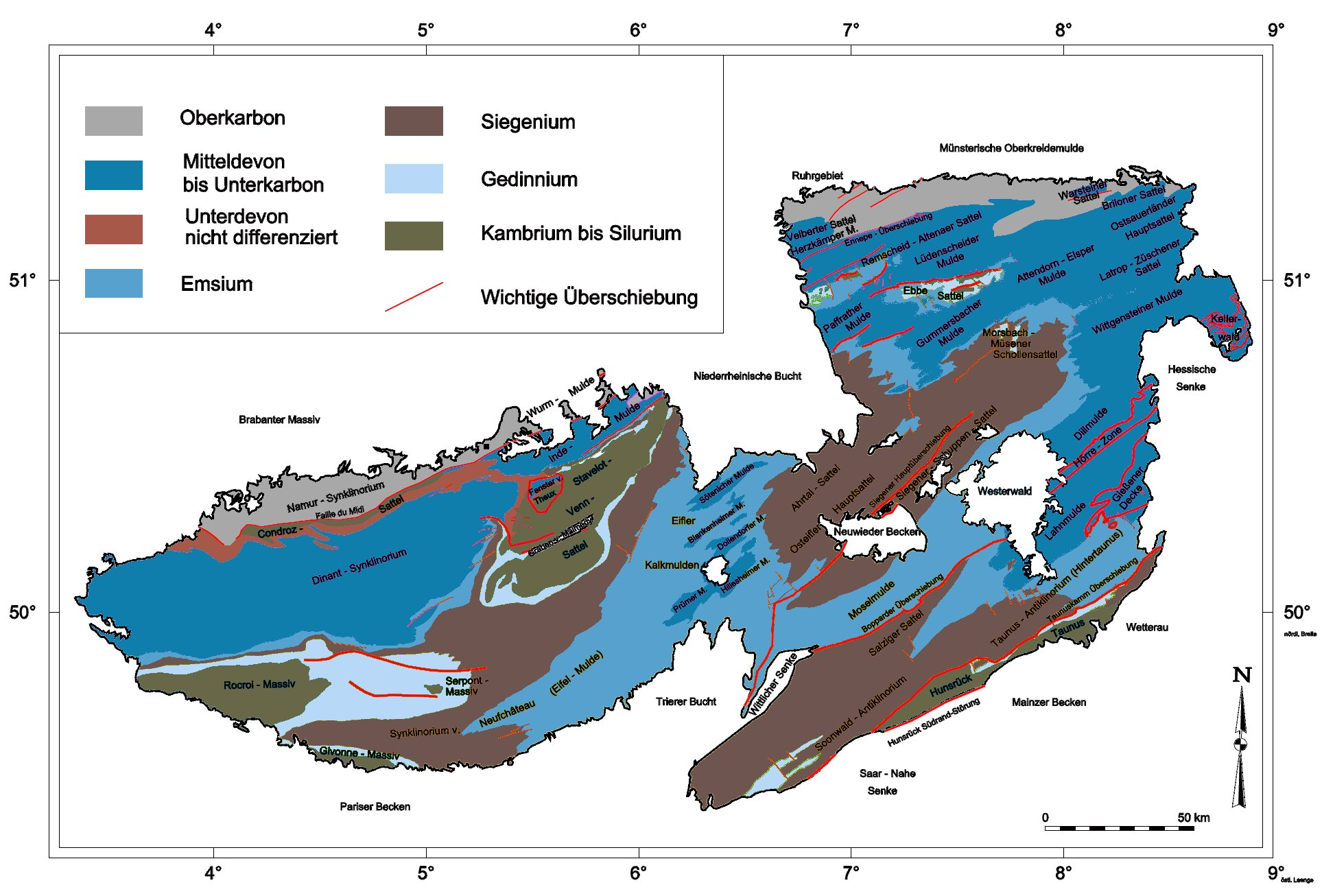
Masivul Şistos Renan (hartă geologică)

Masivul Șistos Renan este un masiv muntos limitat la nord de Câmpia Germano-Poloneză. Din punct de vedere geologic acești munți alcătuiesc o grupă aparte, vârful cel mai înalt fiind „Großen Feldberg” (878 m). Ei aparțin de Munții Mittelgebirge din Germania, Luxemburg, Belgia și Franța, având ca subdiviziuni.

### Munții
- Ardeni
- Eifel
- Hohes Venn
- Hunsrück
- Kellerwald
- Taunus
- Westerwald
- Bergisches Land
- Limburger Becken
- Mittelrheinisches Becken
- Sauerland
- Siegerland